# P.O.S.H.
Die Bezeichnung POSH bzw. P.O.S.H. bezeichnete in der englischen Sprache umgangssprachlich sowohl feine/wohlhabende Personen beziehungsweise Reichtum im Allgemeinen, aber auch als Adjektiv feine oder schicke Lokale oder Gegenstände.
Die Bedeutung leitet sich angeblich (so in einigen Quellen wiedergegeben) von der auf Passagierschiffen der Reederei „Peninsular and Oriental Steam Navigation Company“ (P&O) auf Reisetickets der Ersten Klasse benutzten Abkürzung „P.O.S.H.“ für Port Out Starboard Home ab. Dieses mit einem zusätzlichen Obolus zu bezahlende Reiseextra bedeutete, dass auf der Route über den Indischen Ozean solcherart reisende Personen ausgehend (englisch out), also ostwärts, an Backbord (engl. port) und auf Heimreisen (engl. home), also westwärts, an Steuerbord (engl. starboard) liegenden Kabinen untergebracht wurden, um sie jeweils nicht der gleißenden Sonne auszusetzen. Ein Programm für Reisewiederholer der Reederei P&O erhielt den Namen „P.O.S.H. Club“ (heute Portunus-Club). Anderen Quellen zufolge handelt es sich um ein Akronym, dem die Bedeutung der Abkürzung erst später angepasst wurde.